# Ільганаєва Валентина Олександрівна
Ільганаєва Валентина Олександрівна (нар. 27 вересня 1953 р., м. Ніжин, Чернігівська обл.)  — українська вчена в галузі бібліотекознавства, соціальних комунікацій та соціальної взаємодії. Педагогиня, докторка історичних наук (1996), професорка (2002).

## Життєпис
1975 року здобула вищу освіту з відзнакою в Ленінградському державному інституті культури.
У 1980—1981 роках обіймала посади інженера-інформатора, а згодом — завідувачки відділу науково-технічної інформації Науково-дослідного інституту автоматизації виробництва та управління (Харків).
1980 року Валентина Олександрівна отримала звання кандидата педагогічних наук, захистивши дисертацію на тему «Определение ситуаций обслуживания с целью совершенствования библиографической деятельности научно-технических библиотек».
1986 року очолила кафедру бібліотекознавства Харківського державного інституту культури.
У 1997—1998 роках перебувала на посаді завідувачки кафедри інформатики.
1996 року Ільганаєва В. О. здобула науковий ступінь доктора історичних наук (тема дисертації «Библиотечное образование в контексте эволюции системы социальных коммуникаций»).
У 2002—2004 роках була членом експертної ради з історії Вищої атестаційної комісії України (ВАК України).
З 2006 року обіймала посади завідувачки кафедри бібліотекознавства та соціальних комунікацій, декана факультету бібліотекознавства та інформатики.
2007 року Валентина Олександрівна ініціювала започаткування нової наукової галузі — «соціальні комунікації». Були розроблені навчально-методичні матеріали до нових наукових спеціальностей: формули, паспорти, напрями наукових досліджень, створено програми кандидатських іспитів. Ці наукові інновації були затверджені ВАК України та МОН України.
З 2008 року Валентина Олександрівна — професор кафедри бібліотекознавства та соціальних комунікацій. Цього ж року — член експертної ради із соціальних комунікацій ВАК України та член редколегій журналів: «Бібліотечна планета», «Вісник ХДАК», «Бібліотекознавство. Документознавство. Інформологія», «Вісник Книжкової палати», «Философия общения: философия, психология, социальная коммуникация», «Соціальні комунікації: теорія і практика».
У 2011 — 2016 роках Валентину Олександрівну включено до складу наукового колективу, який досліджував державну тему «Соціальні комунікації в Україні в контексті світової науки».
Ільганаєва є членом редколегії міжнародного електронного журналу «media4u.cz».

## Наукові ініціативи
Професорка Ільганаєва є авторкою багатьох оригінальних навчальних програм з таких дисциплін: «Соціальні комунікації», «Інформаційний менеджмент і маркетинг», «Соціальна інформатика», «Управління інформаційними ресурсами», «Інтелектуальні інформаційні системи», «Інформаційна аналітика», «Технологічний менеджмент в бібліотеці».
В. О. Ільганаєва визначила фундаментальні для української бібліотекознавчої школи дефініції, які стали загальноприйнятними, ввійшли до наукового обігу й стали методологічною базою для наукових досліджень. Серед таких означень: «бібліотечний соціальний інститут», «соціально-комунікаційна діяльність», «документальний, інформаційний, когнітивний рівні соціальної комунікації», «комунікаційна єдність».
Валентині Олександрівні належить авторство понад 200 публікацій, серед яких перше в Україні довідкове видання з соціальних комунікацій. Ільганаєва є засновницею власної наукової школи.
Під її керівництвом підготовлені та захищені чотири докторських та 20 кандидатських дисертацій.
Наукові праці опубліковані у Росії, Польщі, Литві, Латвії й Німеччині.

## Праці
- Бібліотечна освіта: нова парадигма розвитку / В. О. Ільганаєва : моногр. – К. : Ред. Журналу «Бібліотечний вісник», 1996. –  256 с.;
- Бібліотекознавство : конспект лекцій для студ. фак. бібліотекознавства та інформатики / В. О. Ільганаєва. – Харків : ХДАК, 1998. – 69 с.;
- Організація діяльності бібліотек : навч. посібник для студ. факультету «Бібліотекознавство та інформатика» / В. О. Ільганаєва, М. С. Слободяник. – Харків : ХДАК, 1998. – 84 с.;
- Хрестоматия  по социальным коммуникациям : учеб. пособие / Харьк. гос. акад. культуры ; Сост и автор вступит. очерков д-р ист. наук В. А. Ильганаева. – Х. : ХГАК, 2002. – 236 с.;
- Социальные коммуникации (теория, методология, деятельность) : словарь-справочник / В. А. Ильганаева. — Х. : КП «Городская типография», 2009. — 392 с.;
- Соціальна комунікація як об‘єкт теоретизації / В. О. Ільганаєва // Філософія людського спілкування: філософія, психологія, соціальна комунікація. – 2009. – № 1. – с. 60 – 67;
- Теоретико-методологічний синтез соціально-комунікаційного знання / В. О. Ільганаєва // Філософія спілкування : філософія, психологія, соціальна комунікація. – 2009. – № 2. – С. 96-101;
- Социально-культурная динамика в социальной истории: трансформационные основания и тенденции / В. А. Ильганаева // Філософія спілкування: філософія, психологія, соціальна комунікація. – 2012. – № 5. – С. 30-36;
- Теорія соціальних комунікацій на шляху фундаменталізації медіазнання / В. О. Ільганаєва // Соціальні комунікації: результати досліджень – 2013 : колективна моногр. [за ред. О. М. Холода]. – К. : КиМУ, 2014. – С. 5-43;
- Прикладные аспекты использования теории деятельности и коммуникации в сфере образования / В. О. Ільганаєва, Х. Эльбесхаузен // Соціальні комунікації: результати досліджень – 2014 : колективна моногр. [за ред. О. М. Холода]. – К. : КиМУ, 2014. – С. 7-59;